# Waldemar Kontewicz
Waldemar Kontewicz (ur. 26 listopada 1951 w Braniewie) – polski poeta, prozaik, tłumacz. Jest członkiem Stowarzyszenia Pisarzy Polskich oddział w Olsztynie oraz Związku Pisarzy Polskich na Obczyźnie (Londyn).

## Życiorys
Waldemar Kontewicz urodził się 26 listopada w 1951 roku w Braniewie. Dzieciństwo i młodość spędził w Przemyślu i Nowym Sączu, gdzie uczęszczał do szkoły podstawowej i średniej. Jako dziecko często odwiedzał jednak rodzinne Braniewo, w którym mieszkali jego dziadkowie. Absolwent Wyższej Szkoły Pedagogicznej w Olsztynie (Wydział Fizyki). Po ukończeniu studiów pracował jako nauczyciel matematyki w Bieszczadach i na Mazowszu. W 1987 roku wyemigrował do Kanady, gdzie początkowo pracował fizycznie, następnie został zatrudniony jako Research Assistant na University of Toronto, a w latach 1990-2015 (tj. do przejścia na emeryturę) nauczał matematyki w szkole średniej – Philip Pocok Catholic School w Mississauga. Od 2015 roku zajmuje się wyłącznie działalnością literacką. Uprawia poezję, prozę i tłumaczy poetów anglojęzycznych (Moniza Alvi, Rafi Aaron, Elizabeth Bishop, Irving Layton, Al Purdy, John Weier i inni). Swoje wiersze, opowiadania i tłumaczenia zamieszczał na łamach wielu periodyków literackich i społeczno-kulturalnych, m.in. „Borussii”, nowojorskiego „Nowego Dziennika”, paryskiej „Kultury”, „Migotań”, „Nowej Okolicy Poetów”, „Śląska”, „Twórczości”, „Więzi” oraz torontońskiego „Merkuriusza Polskiego”, „Gazety Olsztyńskiej”, w internetowych „Zwojach”, a także w czasopismach - Fraza, TOPOS, Kwartalnik Artystyczny, Polityka, Pamiętnik Literacki - Londyn GB.

## Twórczość literacka
W swej twórczości – zarówno w prozie jak i w poezji – wraca do świata dzieciństwa spędzonego na Warmii i Mazurach. „Jego sensualna, wyczulona na szczegół, rejestrująca odmienność kultur, wzorów zachowań, mentalności i obyczajów proza tworzy sugestywne obrazy z pogranicza baśni i mitu, co, paradoksalnie, nie znaczy wcale – mniej w sensie realnym wyraziste. Wręcz przeciwnie. Te niewielkie, spójne językowo, niezwykle pojemne w swym leksykalnym i obyczajowym bogactwie narracje ukazują soczysty miąższ wnikliwie podpatrzonego, a częściowo wykreowanego życia, które tworzą pulsującą dramatem doświadczeń, ale także humorem epopeje przesiedleńczą mieszkańców dawnych Kresów”. Wedle opinii Kazimierza Brakonieckiego proza Kontewicza to „(...) jedna ‘baśniowa’ autobiografia, która mieni się bogactwem języka, alchemią ludzkich losów, magia miejsc, żarem czułej pamięci”. Sugestywnie pisze o tym Janusz Szuber: „Skoro się najzwyczajniej  j e s t pośród innych, którym takie samo j e s t  na podobnej zasadzie przysługuje lub przysługiwało, podobnie jak tak zwanej naturze, obserwowanej z zewnątrz, i różnego rodzaju przedmiotom, i to ich  j e s t doświadczane w różnych okolicznościach wydaje się nierzadko bardziej wyraziste i oczywiste od nam udzielonego (przez nas dzierżawionego); dlatego, aby to swoje  j e s t  potwierdzić i na dodatek wzmocnić, czynimy je równoprawnym uczestnikiem, jeśli nie sprawcą opowieści, po trosze albo więcej niż po trosze uzurpując sobie prawo do ponownego stwarzania samego siebie, biorąc osoby, miejsca i przedmioty na wiarygodnych świadków, że się nie tylko było, ale jest, bowiem jednorazowy, ściśle określony czas, spełniający się w bezustannej samodestrukcji, zostaje zastąpiony czasem mitycznym i my w nim zdolni do wielokrotnego powtarzania się. Kontewiczowi udaje się ta operacja znakomicie. (...) Czytając go, wierzę mu i nie tylko dlatego, że chodziliśmy niekiedy po tych samych ścieżkach Beskidu Niskiego, ja co prawda wcześniej, bom o parę lat od Waldemara starszy, po prostu jest to dobrze napisane”. W podobnie aprobatywnym tonie pisze Kamila Jansen: „Braniewnik to (...) właściwie proza poetycka. Język przepięknych metafor, którymi nas autor raczy – opisy miejsc, ludzi, zwyczajów, potraw, smaków, zachowanych w dziewięcioletniej pamięci, ale przefiltrowanych przez kolejne lata, spędzone z dala od Braniewa. Mam wrażenie, że ten filtr przydaje Braniewu czułości. Otula je, oświetla jakimś baśniowym, odrealnionym światłem, które powoduje, że patrzymy na nie z taką samą samą czułością jak autor”. O tomie Wilkierze braniewskie i inne historie wierszem przywołany wcześniej krytyk pisał: „Dla Kontewicza, wnikliwego obserwatora historii, skrupulatnie, wręcz z pietyzmem wczytującego się w ślady egzystencji minionych granica między tym, co było, a tym, co jest właściwie nie istnieje. Co więcej, tak jak umiejętne czytanie współczesności podpowiada mu soczyste poetyckie frazy, w których zamyka swoją prywatną prawdę o sobie samym i innych, a więc o świecie, tak utrwalone w słowie (księgach, zapiskach archiwalnych, przyprószonych kurzem dokumentach miejskich) fakty z dawnej przeszłości, prawa, normy i zwyczaje – pod jego piórem (klawiaturą) stają się poezją”.

## Publikacje książkowe
- Braniewnik [opowiadania], Nowa Ruda 2011, ISBN 978-83-60224-69-4
- Wilkierze braniewskie i inne historie wierszem, Toronto-Rzeszów 2013, ISBN 978-83-60678-46-6
- Appendix [wiersze], Toronto 2014, ISBN 978-1-927490-05-1
- Golicja. Braniewnik [opowiadania], Toronto 2017, ISBN 978-83-65175-31-1
- Wilk którego karmisz [wiersze], Toronto-Rzeszów 2020, ISBN 978-83-60678-98-5
- Tunel pod Ptaszkowską, Toronto 2022, ISBN 978-83-66652-15-6

## Przekłady
John Weier [List do króla Francji; Jak dbać o skrzypce w Winnipeg (jeśli rzeczywiście musisz się tam przeprowadzić); Lutnik: zagadki; Więcej sekretów; Liturgia miłości: 14 lutego
1984 roku; Lutnik: 12 września; Mowa narzędzi; Historia Tarisio: prowizorka; Rachunek: dotyczy kupna skrzypiec; Ciążenie mało-powszechne [w:] Wilkierze Braniewskie i inne historie wierszem, Toronto-Rzeszów 2013.
- Margaret Atwood: Maria, „Borussia” 2017, nr 60.

## Nagrody i wyróżnienia
Tom opowiadań Braniewnik był nominowany do „Wawrzynu” – literackiej nagrody Warmii i Mazur, zdobywając laur czytelników.